# Stibara tricolor
Stibara tricolor es una especie de escarabajo longicornio del género Stibara, tribu, Saperdini, subfamilia Lamiinae. Fue descrita por Fabricius en 1793.

## Descripción
Mide 13-21 mm de longitud.

## Distribución
Se distribuye por China, India, Laos, Malasia, Birmania, Tailandia y Vietnam.